# Pertusadina malaccensis
Pertusadina malaccensis är en måreväxtart som beskrevs av Colin Ernest Ridsdale. Pertusadina malaccensis ingår i släktet Pertusadina och familjen måreväxter. Inga underarter finns listade i Catalogue of Life.